# 済生会湯田温泉病院
済生会湯田温泉病院（さいせいかいゆだおんせんびょういん）は、社会福祉法人恩賜財団済生会支部山口県済生会が山口県山口市朝倉町に設置する病院。

## 概要
国立病院を起源とする医療機関で、1997年（平成9年）に恩賜財団済生会支部である山口県済生会が施設を譲受し開院した。湯田温泉の温泉水を利用した高齢者・障害者向け医療に特色を持ち、現在は済生会山口地域ケアセンターの一部門として、医療と介護の一体的運営を行っている。

## 沿革
- 時期不詳 - 国立療養所山陽荘（国立病院機構山口宇部医療センターの前身）の分院「国立湯田療養所」として開設
- 1946年5月14日 - 山陽荘が占領軍に接収されたことから、国立湯田療養所に本部を移転[1]
- 1948年8月15日 - 接収解除により本部を宇部市東岐波に復帰、国立療養所山陽荘湯田分院として発足[1]
- 時期不詳 - 国立湯田温泉病院に改組
- 1993年 - 山口県済生会山口総合病院内に山口地域ケアセンターを開設[2]。
- 1997年6月30日 - 国立療養所山陽荘病院と統合（国立療養所山陽病院に改組）に伴い国立医療機関として閉院[3]。
- 1997年7月1日 - 国立湯田温泉病院の施設を山口県済生会が譲受し、済生会湯田温泉病院として開院[4]。
- 1999年 - 在宅複合型施設を併設[2]。
- 2003年 - 山口地域ケアセンターを湯田温泉病院内に置き、組織を一体化[2]。

## 診療科
- 内科[4]
- 外科[4]
- 整形外科[4]
- リハビリテーション科[4]
- 放射線科[4]

## 医療機関の指定・認定
（下表の出典）
| 保険医療機関                                             | 労災保険指定医療機関                           |
| 指定自立支援医療機関（精神通院医療）                     | 身体障害者福祉法指定医の配置されている医療機関 |
| 生活保護法指定医療機関                                   | 結核指定医療機関                               |
| 難病の患者に対する医療等に関する法律に基づく指定医療機関 | 戦傷病者特別援護法指定医療機関                 |
| 無料低額診療事業実施医療機関                             | 原子爆弾被害者医療指定医療機関                 |

## 交通アクセス
- JR山口線「湯田温泉駅」よりタクシーで10分[2]
- 山口市コミュニティバス「済生会湯田温泉病院」停留所下車[2]
- 防長バス「総合庁舎前」停留所より徒歩5分、「湯田温泉」停留所よりタクシーで5分[2]